# EuroMed
EuroMed 9 è un gruppo informale che raccoglie 9 paesi mediterranei membri dell'Unione europea: Italia, Spagna, Francia, Portogallo, Grecia, Cipro, Malta, Slovenia e Croazia.

## Obiettivi
La creazione di questo gruppo può essere spiegata per le somiglianze di modelli di Stati, economica e sociale e di prossimità culturale dei suoi membri.
Gli obiettivi del gruppo sono:
- creare un'alleanza tra i paesi del sud-europeo;
- promuovere politiche economiche di rilancio;
- esprimere la voce singolare dei paesi del sud dell'Europa.

## Storia
Il gruppo si è riunito per la prima volta nel 2013, con una formula a sette paesi (da cui la denominazione di EuroMed 7), che è stata mantenuta fino al 2020. Dal 17 settembre 2021 si sono ufficialmente unite al gruppo anche Croazia e Slovenia.

## Membri attuali

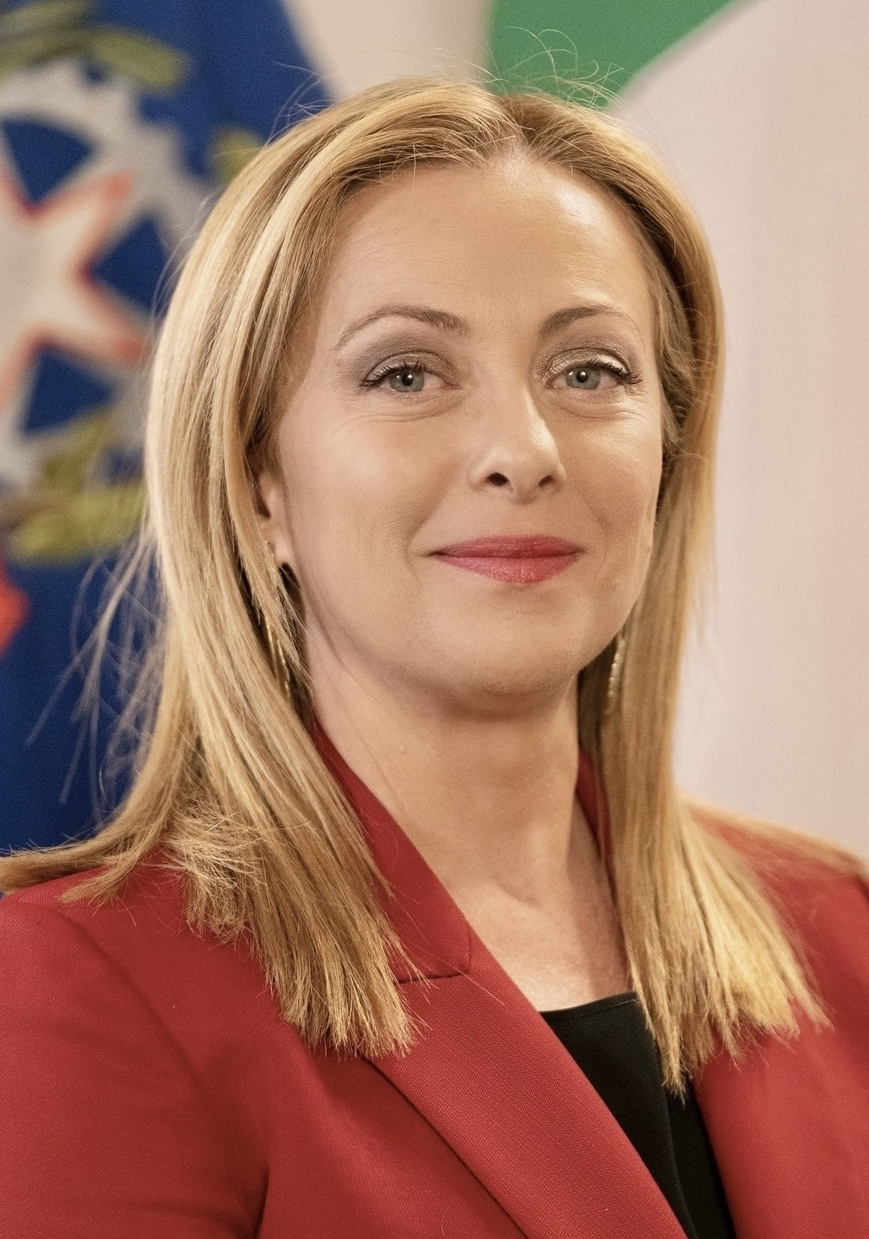
Giorgia Meloni - Italia
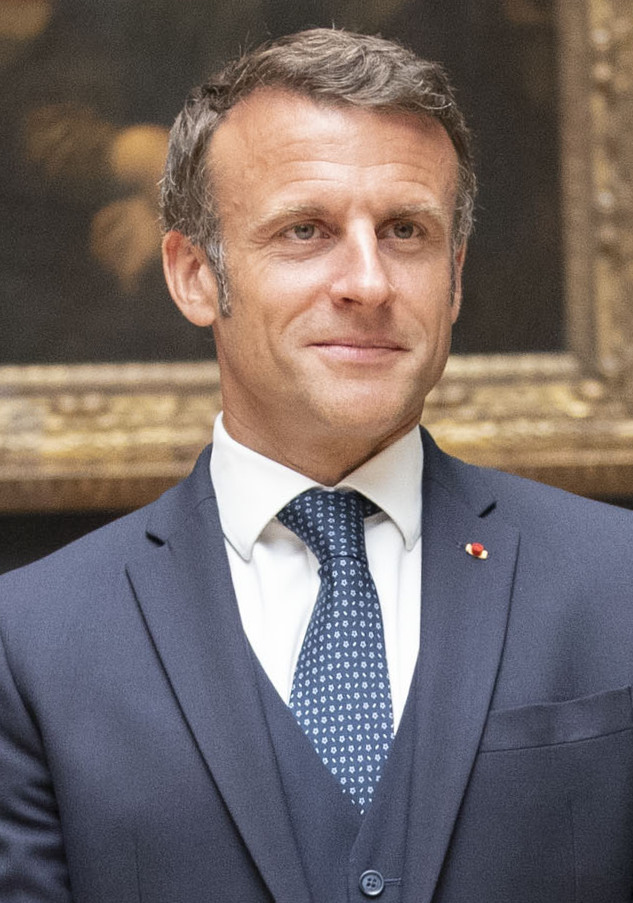
Emmanuel Macron - Francia
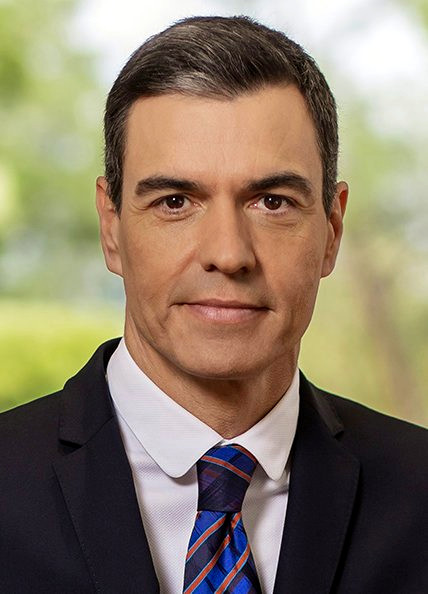
Pedro Sánchez - Spagna
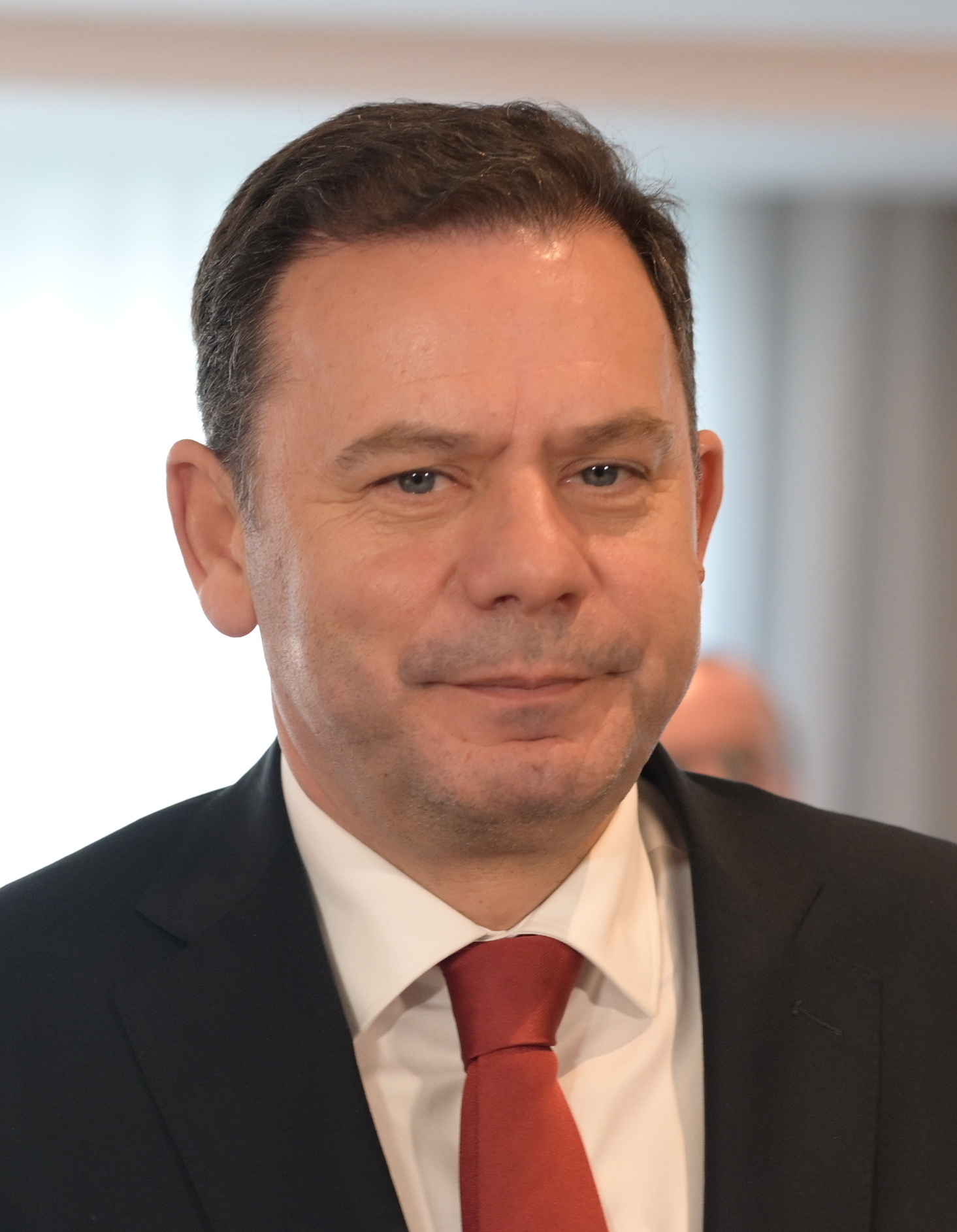
Luís Montenegro - Portogallo
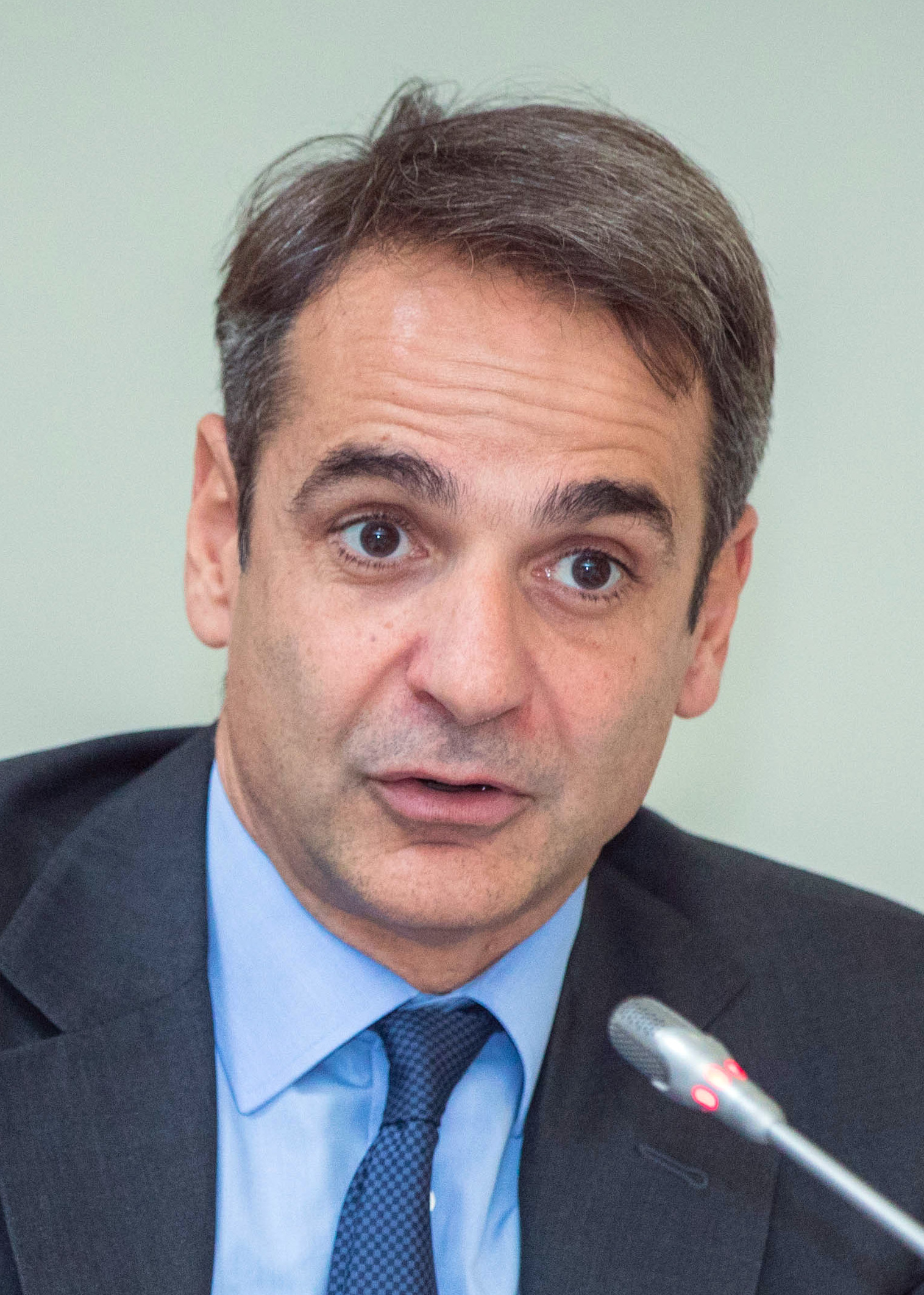
Kyriakos Mītsotakīs - Grecia
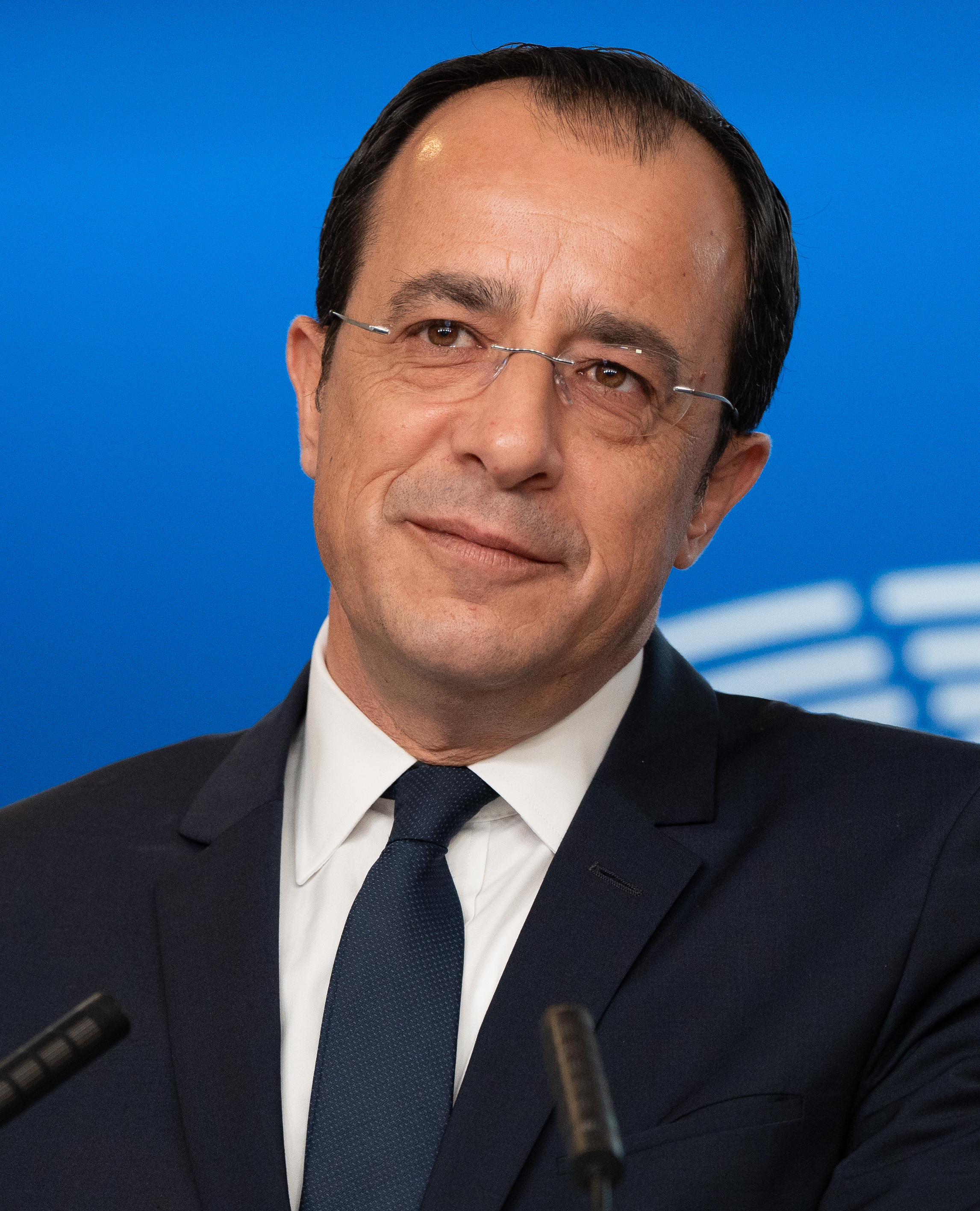
Nikos Christodoulidīs - Cipro
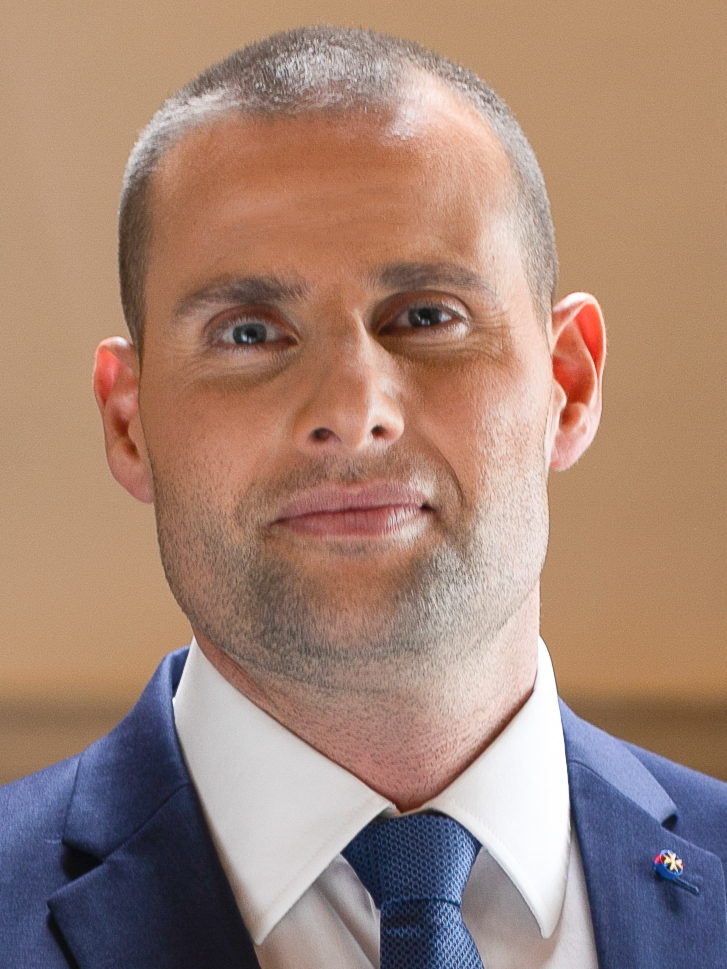
Robert Abela - Malta
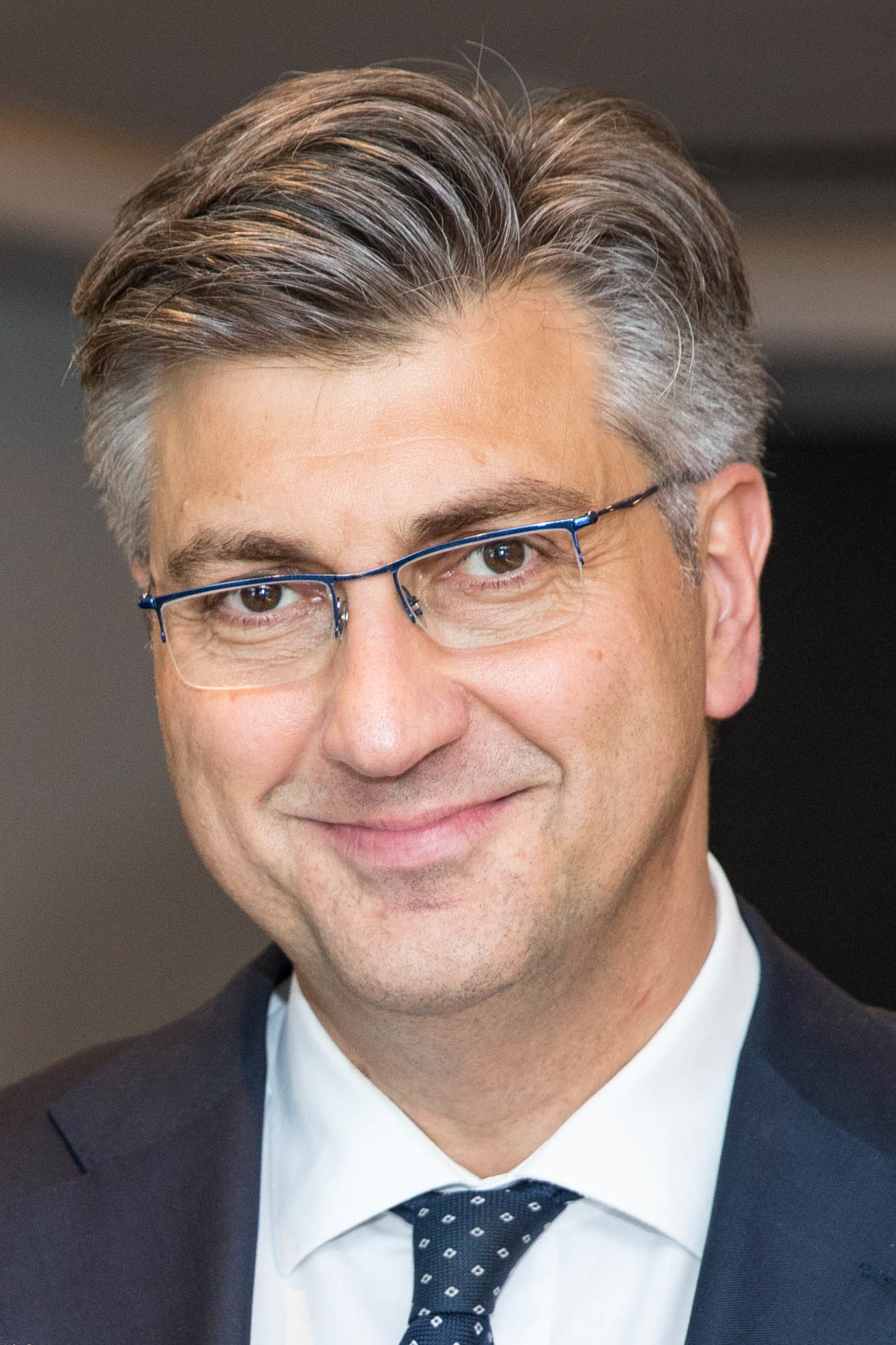
Andrej Plenković - Croazia
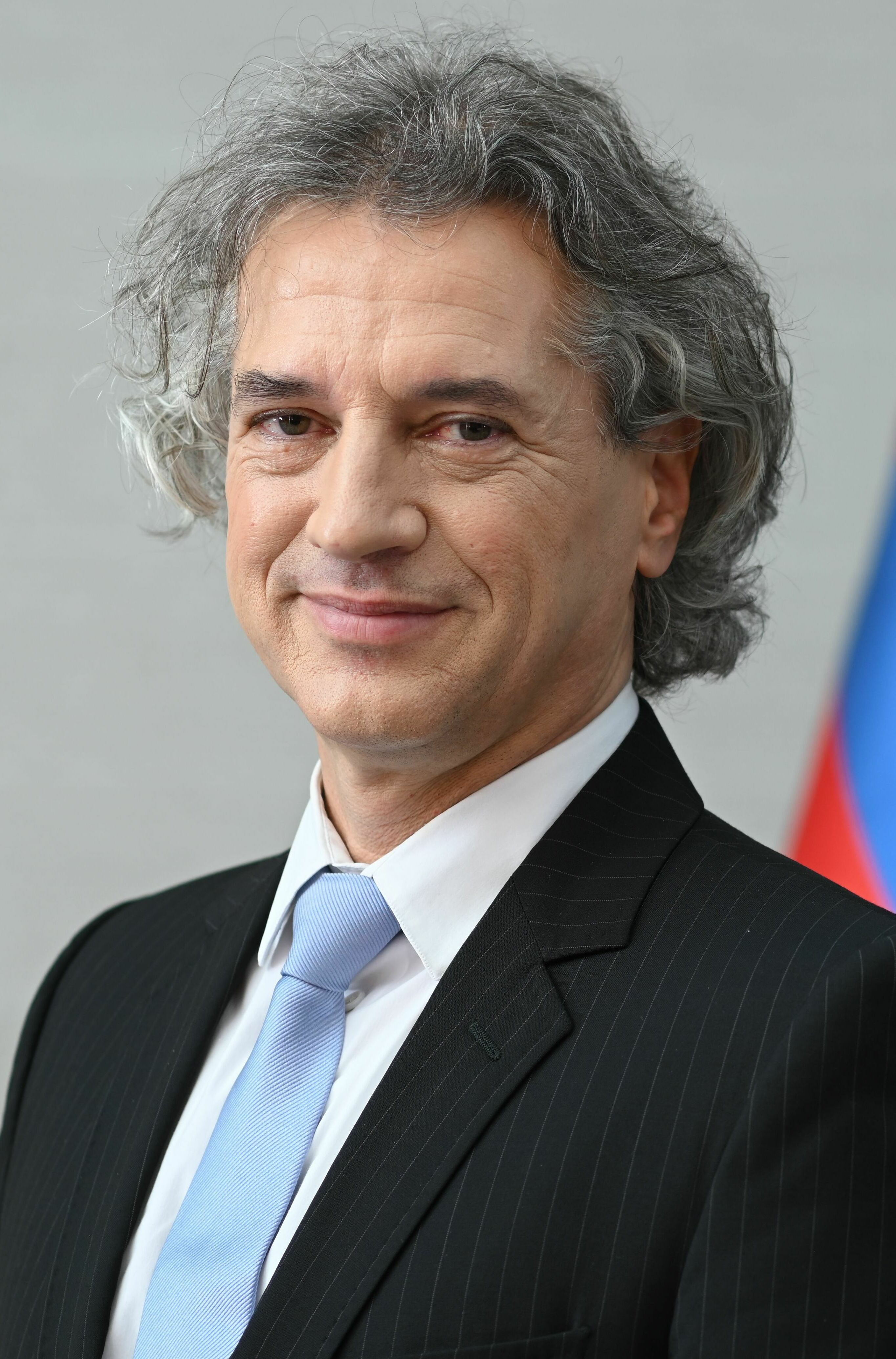
Robert Golob - Slovenia

## Cronologia degli incontri
| Data              | Presidente            | Luogo               | Obiettivi                                                                   |
| ----------------- | --------------------- | ------------------- | --------------------------------------------------------------------------- |
| 9 settembre 2016  | Alexīs Tsipras        | Atene, Grecia       | Creare un'alleanza del Sud e promuovere politiche di ripresa economica.     |
| 28 gennaio 2017   | António Costa         | Lisbona, Portogallo | Concertare le posizioni di vertici dell'UE e riflettere sul futuro dell'UE. |
| 10 aprile 2017    | Mariano Rajoy         | Madrid, Spagna      | Disegnare una visione dell'Unione europea post-Brexit.                      |
| 10 gennaio 2018   | Paolo Gentiloni       | Roma, Italia        |                                                                             |
| 29 gennaio 2019   | Nikos Anastasiadīs    | Nicosia, Cipro      |                                                                             |
| 14 giugno 2019    | Joseph Muscat         | La Valletta, Malta  |                                                                             |
| 10 settembre 2020 | Emmanuel Macron       | Ajaccio, Francia    | Discutere delle tensioni con la Turchia nel Mediterraneo orientale.         |
| 17 settembre 2021 | Kyriakos Mītsotakīs   | Atene, Grecia       |                                                                             |
| 9 dicembre 2022   | Pedro Sánchez         | Alicante, Spagna    |                                                                             |
| 29 settembre 2023 | Robert Abela          | Mdina, Malta        |                                                                             |
| 11 ottobre 2024   | Nikos Christodoulidīs | Pafo, Cipro         |                                                                             |

## Caratteristiche dei Paesi Membri originari
| Paese           | Capitale    | Superficie km2 | Popolazione (2016) | PIL nominale pro capite ($) (2015) | PIL in miliardi ($) (2015) | ISU (2015) |
| --------------- | ----------- | -------------- | ------------------ | ---------------------------------- | -------------------------- | ---------- |
| Francia         | Parigi      | 672 369        | 67 595 000         | 37 675                             | 2 421,5                    | 0.897      |
| Italia          | Roma        | 301 336        | 60 599 936         | 35 708                             | 1 815,8                    | 0.873      |
| Spagna          | Madrid      | 505 370        | 46 468 102         | 30 278                             | 1 406,9                    | 0.884      |
| Portogallo      | Lisbona     | 92 090         | 10 374 822         | 21 747                             | 228,2                      | 0.843      |
| Grecia          | Atene       | 131 957        | 10 955 000         | 18 954                             | 204,9                      | 0.866      |
| Cipro           | Nicosia     | 9 251          | 838 897            | 26 109                             | 23,3                       | 0.850      |
| Malta           | La Valletta | 316            | 445 426            | 24 297                             | 10,5                       | 0.856      |
| Total EuroMed 7 |             | 1 712 689      | 197 277 183        | 27 824                             | 6 111,1                    |            |